# Findláech MacRory
Findláech MacRory (gaélique: Findláech mac Ruaidrí) est un mormaer (chef de clan) de Moray en Écosse de 990 à 1020. 
Second fils de Ruairaidh mac Domnall, mormaer de Moray de la famille du Cenel Loairn, Findláech succède à son frère aîné Maelbrigte vers 990. Il semble qu'il ait épousé vers 1000 Donalda d'Alba ; une fille du roi d'Écosse Malcolm II Mac Kenneth, qui sera la mère de Macbeth Ier.
Findláech est certainement identifiable au « Jarl scot Finnleikr » qui selon la saga des Orcadiens dispute le contrôle du Caithness à Sigurd Hlodvirsson le Jarl des Orcades. Selon cette saga, Finnleikr est défait par Sigurd lors d'une bataille à Skitten Myre près de Duncansby au Caithness peu avant 1014.   
Dans les Annales d'Ulster et dans le Livre de Leinster, Findláech est appelé rí Alban, ce qui veut dire « roi d'Écosse » dans le langage gaélique du Moyen Âge. Autant qu'on puisse le savoir par d'autres sources le seul rí Alban de cette époque était Máel Coluim mac Cináeda, c'est-à-dire Máel Coluim II, de sorte que ce titre ne peut que signifier que Findláech, en tant que mormaer de Moray, était considéré par beaucoup comme ayant été le roi de toute l'Écosse du Nord.
En 1020, Findláech est assassiné par ses neveux Malcolm et Gillacomgain mac Maelbrigte.

## Sources
- (en) Alex Woolf  « The "Moray Question" and the Kingship of Alba in the Tenth and Eleventh Centuries » The Scottish Historical Review  Volume LXXIX 2 no 208 october 2000 p. 145-164.
- (en) Ann Williams,Alfred P. Smyth, D P Kirby, A Bibliographical Dictionary of Dark Age Britain (England, Scotland and Wales c.500-c.1050), Londres, Seaby, 1991, 253 p. (ISBN 1 852640472), p. 139 Findlaech son of Ruaidhri King of Moray c. 1000-20